# ال چاوو دل اوچو

ال چاوو دل اوچو (به اسپانیایی: El Chavo del Ocho) یا ال چاوو (به اسپانیایی: El Chavo) یک مجموعه طنز تلویزیونی مکزیکی است که محبوبیت بسیاری در کشورهای اسپانیایی زبان آمریکا و همچنین در برزیل، اسپانیا، ایالات متحده و کشورهای دیگر به دست آورده است.
در ۲۰ ژوئن ۲۰۱۶ موتور جستجوی گوگل به مناسبت ۴۵مین سالروز اولین پخش این برنامه گوگل دودل صفحه اصلی خود را در مناطقی از آمریکای جنوبی و لاتین تغییر داد.

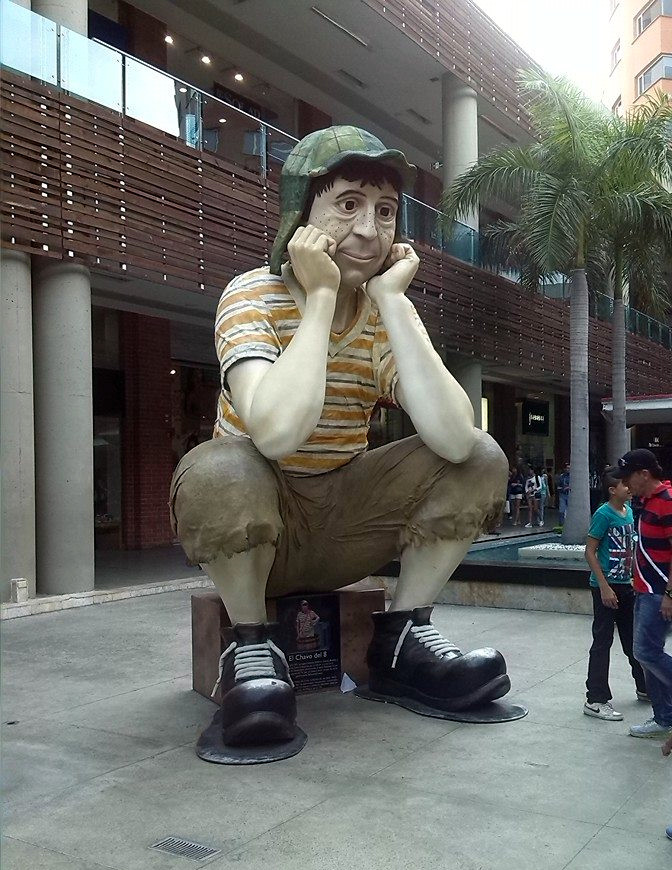
یک مجسمه ال چاوو در کالی، کلمبیا